# Kors
Et kors (latin crux, græsk σταυρóς) er en figur dannet ved at to lige linjer skærer hinanden under rette vinkler; dernæst genstande af denne form eller billeder af sådanne. Korset er i dag først og fremmest kristendommens vigtigste symbol, men har allerede før kristendommens opståen været anvendt som prydelse i mange forskellige kulturer.

## Historie
Kors forekommer på førkristelige genstande, såvel alene som sammen med andre ornamenter; f.eks omgivet af en cirkel ("solhjul"). I Nordens stenalder forekommer kors f.eks på dæksten, i Sverige ofte med skålformede fordybninger. På en gravplads ved Golasecca (ved sydspidsen af Lago Maggiore) har man fundet kors på mange kar af brændt ler. På assyriske relieffer ses ligeledes kongen bærende et kors om halsen sammen med andre prydelser. Øreringe og andre smykker, prydelser på seletøj o.l. har også ofte form af kors. Foruden virkelige kors møder vi tidligt andre figurer og ornamenter der minder om kors, således svastika (eller hagekors), hvis korsarme er brudt og omdrejet i rette vinkler.
Det varede længe, inden korset, som Jesus blev henrettet på, blev kristendommens særlige, synlige symbol. I stedet brugte man i den tidligste, forfulgte kristendom fra år 64-325 (se urkristendom) symboler som Rotas-formularen, der er et kryptogram for Jesu kors (se: Elin Bach, 1962: "Fra Senantik til Renaissance", s. 9-10), Noas ark eller fisk. Selv om mange romere aldrig havde set en korsfæstelse, kendte alle dog til afstraffelsen, der blev anset som så brutal, at Cicero i Pro Rabirio omtaler det upassende i at nævne ordet "kors" i dannet samtale.
Korset i kryptisk form i skikkelse af Rotas-formularen blev fundet ved udgravninger i Pompeji henholdsvis i 1927 og i 1963, og kan derfor siges, at have været med i den forfulgte kristendom fra dens første begyndelse. Vi har nemlig Plinius den yngre øjenvidneberetning om Vesuvs vulkanudbrud 24. august år 79, der begravede Pompeji og Herculanum i aske.
Rotas-formularen består af ordene ROTAS/OPERA/TENET/AREPO/SATOR og har den egenskab,at formlen læses ens forfra og bagfra og oppefra eller nedefra, eftersom formularens ord nævnes med ét ord i hver række.
Kryptogrammet kan danne "APATERNOSTERO" to gange, men kun ved, at det ene N anvendes to gange. Herved opstår en korsform ("latinerkors"), samtidig som man giver udtryk for, at "VOR FADER" er ALFA og OMEGA.
To begivenheder siges, der ud over, at have gjort korset til de kristnes vigtigste symbol. Ifølge kirkehistorikeren Eusebius fik den romerske kejser Konstantin den Store forud for den vigtige sejr ved den milviske bro (312) en vision af et brændende kors og påskriften: In hoc signo vinces (= ved dette tegn skal du sejre). I 326 foretog Konstantins mor, kejserinde Helena, en pilgrimsrejse til Palæstina, hvor hun ifølge legenden fandt de tre kors ved Golgata. Hun skal ved den anledning have kunnet udpege, hvilket kors der var Jesu (og ikke røvernes) kors, fordi et lig blev genopvakt, da det kom i kontakt med korset. Som konsekvens heraf blev korsfæstelsen afskaffet som dødsstraf, og i stedet ophøjet til symbol for kristendommen. Ingen samtidige beretninger kender dog noget til, at Helena var indblandet i opdagelsen af korset. Den lokale ærkebiskop, der også hed Eusebius, var ikke overbevist om korsets ægthed; men Jerusalems kristne talte varmt om det og sendte dele af relikviet til kirker rundt om. Tyve år efter Helenas besøg udtalte patriarken Kyrillos af Jerusalem, at "korsets træ" nu var blevet "sendt rundt om til hele verden". I modsætning til Eusebius gik Kyrillos god for at træværket stammede fra Jesu kors, men han propaganderede til sin død i år 386 meget ivrigt efter at gøre Jerusalem kendt som "en hellig by". Han henviste i sine Katekeser fem gange til det "sande kors", skænket til "de trofaste, sådan at det kunne fylde hele verden": Ligesom apostlene havde bragt budskabet om korset ud til verden i det første århundrede, skulle vigtige gæster nu få lov til at forlade Jerusalem medbringende nogle af korsets splinter. Kyrillos forsikrede sig om, at de blev udstillet hver langfredag, så de troende kunne ære og kysse dem; men han holdt også øje med udstillingen, da en pilgrim tidligere havde "bidt et stykke af det hellige træværk og stjålet det", fortæller han.
Korset blev herefter et populært symbol. Det blev brugt på mønter, regentens rigsæble, vejkors m.m. Korset var dog stadigvæk uden nogen afbildning af Kristus. Grunden var, at man dermed mente at gøre Kristus for menneskelig. I stedet afbildede man et lam – et andet symbol for Kristus – sammen med korset, enten ved at lammet løfter korset med sit ene forben; ved at det står foran korset; eller ved at lammet sættes midt inde i korsskæringen.
I sagaen om Sigurd Jorsalfar - som den gengives i håndskriftet Hulda - fortælles, at dronning Helena fik korset savet i to dele på langs. Korsets forreste del, som var stænket af Kristi blod, lod hun ifølge sagaen tilbage i Jerusalem; mens den bagerste halvdel, som havde været længst væk fra Kristus, fik hun sendt til sin søn Konstantin i Miklagard. Den korssplint, kong Sigurd fik som gave af kong Balduin 1. i Jerusalem, var dermed - ifølge sagaen - fra den del af korset, Kristus havde stænket med sit blod.

## Korset som krucifiks
På kirkemødet i Konstantinopel i 692 vedtog man bl.a. at forbyde fremstillingen af Kristus som et lam og bød, at han fremover skulle vises som menneske. Sådant et kors med afbildning af Kristus kaldes et krucifiks. Krucifikset blev først rigtigt populært i 900-tallet, i form af det såkaldte "kongekrucifiks". Kongekrucifikset, der også kaldes det romanske kors, forestiller en påklædt Kristus med krone på, naglet med 4 nagler til korset, men uden tegn på lidelse ("den sejrende Kristus"). Man tænkte sig, at denne sejrende skikkelse ville appellere til vikingetidens mennesker. "Lidelseskrucifikset", også kaldet det gotiske kors, blev indført af fransiskanerne i 1200-tallet. Her er Kristus gjort menneskelig og lider på korset – han hænger efter armene, hovedet er uden krone eller med tornekrone, og der er kun brugt 3 nagler, hvoraf den ene går gennem begge fødder.

### Dagmarkorset
En af de mest kendte kors er Dagmarkorset, der regnes for at være et dansk største nationalklenodie, og masseproduceres af guldsmede.
Dagmarkorset blev fundet i 1683 i Sankt Bendts Kirke i Ringsted, i forbindelse med anlæggelsen af en ny grav, lige i nærheden af gravene for Valdemar Sejrs første dronning, Dagmar og hans søster Richiza. Gravearbejdet ødelagde Richizas grav og delvis Dagmars. Men det påstås, at fundet blev gjort i Dagmars grav. Korset blev først indleveret til Kunstkammeret i 1695. I dag befinder det sig på Nationalmuseet.

### Margrethekorset
Korset blev fundet af tjenestepige Bodil Margrethe Hansdatter, som 14. september 1849 gik på veststranden af Orøs nordspids i Isefjorden, over den friskpløjede mark på sin morbrors gård ved Næsby. Her fik hun øje på kanten af en blank genstand, som viste sig at være det guldkors, som efter hende blev kaldt Margrethekorset. Pigens morbrødre gik hen for at se fundstedet, og kort derfra fandt de guldkæden i Urnesstil og guldperlen, som hører til korset. Det lille hulrum i korset, beregnet til en relikvie, var tomt, men kan have indeholdt en splint fra Kristi kors. Kors og kæde består af 310 gram 22 karat guld. Selve korset er 8,3 cm højt og 6,25 cm bredt. Orøkorset er i dag udstillet på Nationalmuseet, mens en kopi kan ses på museet Ourø Minder. To kopier findes, begge udført af guldsmed Jørgen Schmidt Kjergaard fra Holbæk. I 1986 fik dronning Margrethe 2. foræret en kopi under sit besøg i Holbæk ved købstadens 700-års jubilæum.

## Typologi
- Det latinske kors, hvis lodrette nederste arm er længere end de tre andre.
- Peterskors (Apostlen Peter skal efter eget udsagn have ønsket at blive korsfæstet med hovedet nedad.)
- Græsk kors; her er alle fire arme lige lange.
- Andreaskors (crux decusata).
- Armensk kors.
- Kløverbladskors.
- Det "korsede" kors.
- Krykkekors.
- Ankerkors.
- Sankt Georgskors.
- Maltakors (eller malteserkors).
- Mantuakors.
- Serbisk kors.
- Jerusalemskors.
- Patriarkalkors (også kaldet "Lorrainekors").
- Pavekors.
- Det russisk-ortodokse kors.
- Tau-kors.
- Ankh (eller "egyptisk kors").
- Keltisk kors.
- Hjulkors.
- Lauburu (baskisk kors).
- Svastika.